# Velaine-sous-Amance
 Velaine-sous-Amance  es una población y comuna francesa, en la región de Lorena, departamento de Meurthe y Mosela, en el distrito de Nancy y cantón de Seichamps.

## Demografía
| 196 | 213 | 247 | 251 | 260 | 271 |
| Para los censos de 1962 a 1999 la población legal corresponde a la población sin duplicidades (Fuente: INSEE [Consultar]) |     |     |     |     |     |